# Benjamin Trümner
Benjamin Trümner (Schwalmstadt, 1995. május 17. –) német utánpótlás-válogatott labdarúgó, jelenleg a TSG 1899 Hoffenheim játékosa.

## Pályafutása
Az SC Neukirchen csapatánál kezdte elsajátítani a labdarúgás alapjait, majd 2012-ben távozott és a Hessen Kassel csapatához igazolt. Itt a korosztályos csapatokban szerepelt. Egyszer pályára lépett a felnőttek között a Regionalliga Südwestben a TuS Koblenz ellen 3-1-re elvesztett mérkőzésen, ahol csereként lépett pályára.
2013-ban elhagyta a Hessen Kassel csapatát és a Bundesligában szereplő TSG 1899 Hoffenheim csapatának az akadémiájához csatlakozott. Itt is a korosztályos csapatban kezdte, majd az első csapat tagja lett, de pályára nem lépett a szezon során. 2014-től a második csapat keretének tagja lett, ahol a volt klubja a Hessen Kassel ellen debütált csereként a 73. percben. Első gólját a következő mérkőzésen az SVN Zweibrücken elleni 4-1-re megnyert idegenbeli mérkőzésen szerezte meg a 3. percben.

## Válogatott
2012. november 14-én debütált a német U18-as labdarúgó-válogatottban az olasz U18-as labdarúgó-válogatott ellen a 66. percben Horst Hrubesch küldte a pályára David Kinsombi cseréjeként, majd a harmadik gólt szerző Felix Lohkempernek adott gólpasszt Trümner. 2013. november 13-án a német U19-es labdarúgó-válogatottban debütált a francia U19-es labdarúgó-válogatott elleni felkészülési mérkőzésen kezdőként. Részt vett az U19-es labdarúgó válogatottal a Magyarországon megrendezésre kerülő 2014-es U19-es labdarúgó-Európa-bajnokságon, ahol aranyérmesként zárt a válogatottal.

## Sikerei, díjai
- Németország U19
  - U19-es labdarúgó-Európa-bajnokság: 2014